# Bathyraja meridionalis
Bathyraja meridionalis är en rockeart som beskrevs av Stehmann 1987. Bathyraja meridionalis ingår i släktet Bathyraja och familjen egentliga rockor. IUCN kategoriserar arten globalt som otillräckligt studerad. Inga underarter finns listade.